# Lista de prefeitos de Bento Gonçalves (Rio Grande do Sul)

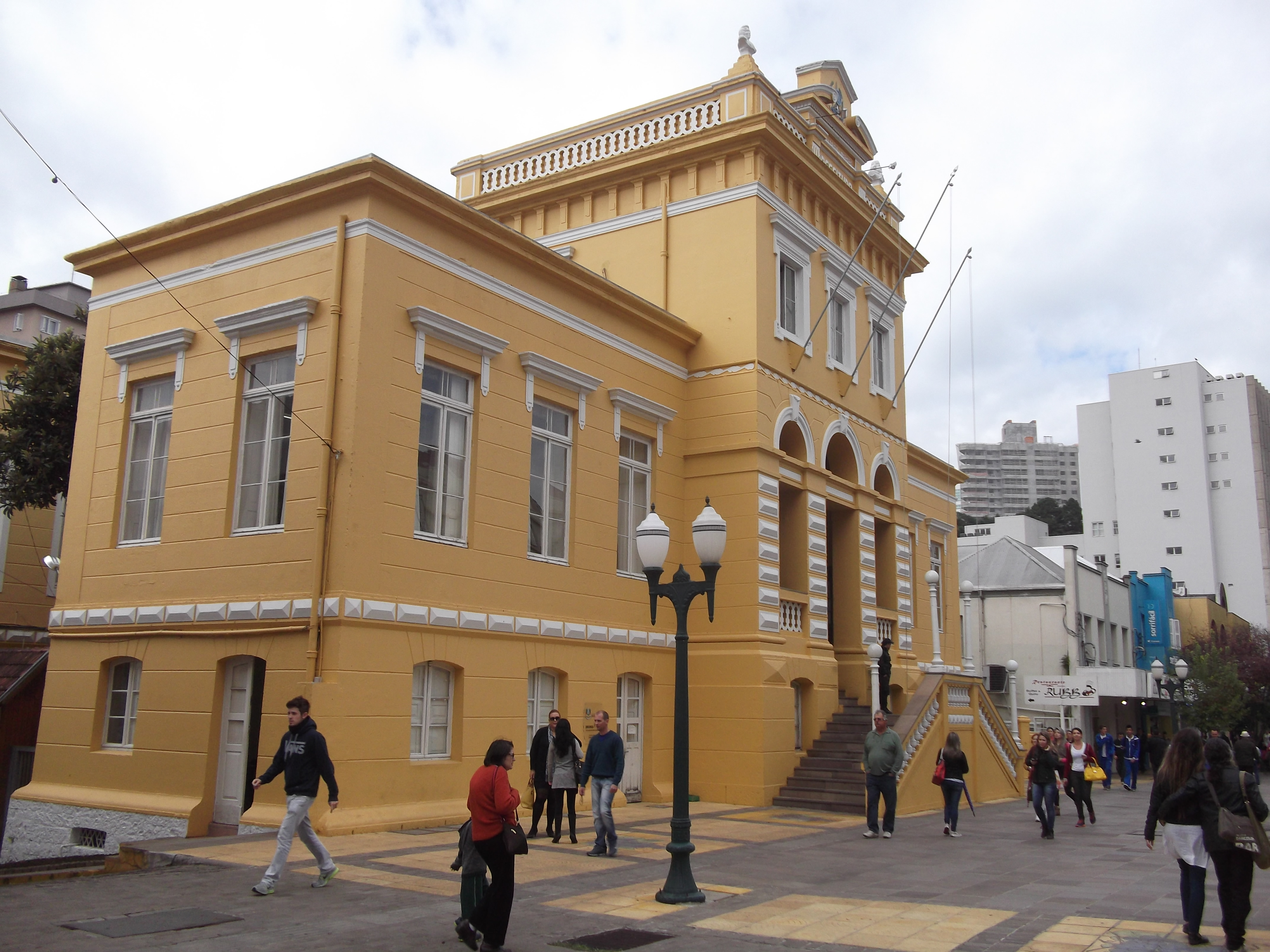
Palácio Municipal, sede do poder executivo do município

Esta é a lista de prefeitos de Bento Gonçalves, município brasileiro localizado no interior do estado do Rio Grande do Sul, que ocuparam o cargo da administração municipal após a emancipação política da cidade. Bento Gonçalves foi emancipada de Montenegro em 11 de outubro de 1890. Posteriormente, em 24 de novembro de 1892, com a instalação do Conselho Municipal, foi nomeado o intendente Antônio Joaquim Marques de Carvalho Júnior, que teve a função de estruturar a administração municipal até a realização de novas eleições, nas quais foi reeleito como intendente.
A administração municipal de Bento Gonçalves é composta pelos Poderes Executivo e Legislativo. O Executivo é representado pelo prefeito e seu gabinete de secretários, seguindo o modelo estabelecido pela Constituição Federal. Desde a nomeação do primeiro intendente, outras 28 pessoas ocuparam o cargo de chefe do Executivo municipal. O atual prefeito é Diogo Siqueira, do Partido da Social Democracia Brasileira (PSDB), eleito nas eleições municipais de 2020 e reeleito nas eleições municipais de 2024, sucedendo Guilherme Pasin, do Progressistas (PP).

## Pré-emancipação
Antes da emancipação, a Colônia Dona Isabel era administrada por um diretor, indicado pelo Governo.
| Nº | Diretor                   | Período do mandato         | Referências e notas |
| -- | ------------------------- | -------------------------- | ------------------- |
| 1  | João Jacinto Ferreira     | agosto-dezembro de 1876    | [ 6 ]               |
| 2  | Balduíno Monteiro         | janeiro de 1877            | [ 6 ]               |
| 3  | Costa Real                | fevereiro-julho de 1877    | [ 6 ]               |
| 4  | Doutor Armênio            | agosto-dezembro de 1877    | [ 6 ]               |
| 5  | Araújo Souza              | 1878-1881                  | [ 6 ]               |
| 6  | Frederico von Honholtz    | 1882                       | [ 6 ]               |
| 7  | Joaquim Rodrigues Antunes | 1883                       | [ 6 ]               |
| 8  | Júlio da Silva Oliveira   | 1884-1888                  | [ 6 ]               |
| 9  | Montauri de Aguiar Leitão | 1889-11 de outubro de 1890 | [ 6 ]               |

## Pós-emancipação
Após a emancipação, os prefeitos de Bento Gonçalves passaram a ser eleitos por um conselho, pelo Poder Legislativo, ou pela população em geral.

Legenda
| N° | Prefeito                            | Período do mandato (duração do mandato)                                        | Partido | Vice-prefeito(s)                                                   | Observações                                                                                            | Referências  |
| -- | ----------------------------------- | ------------------------------------------------------------------------------ | ------- | ------------------------------------------------------------------ | --- | ------------ |
| 1  | Antônio Marques de Carvalho Junior  | 24 de dezembro de 1892 até 19 de setembro de 1895 (2 anos, 8 meses e 26 dias)  | nenhum  | nenhum                                                             | Intendente nomeado pelo governador Júlio de Castilhos                                                  | [ 7 ]        |
| 1  | Antônio Marques de Carvalho Junior  | 20 de setembro de 1895 até 15 de novembro de 1924 (29 anos, 1 mês e 26 dias)   | nenhum  | nenhum                                                             | Intendente reeleito por eleição direta                                                                 | [ 7 ]        |
| 2  | João Baptista Pianca                | 15 de novembro de 1924 até 11 de novembro de 1928 (3 anos, 11 meses e 27 dias) | nenhum  | nenhum                                                             | Intendente eleito por eleição direta                                                                   | [ 6 ]        |
| 3  | Olinto Fagundes de Oliveira Freitas | 15 de novembro de 1928 até 15 de agosto de 1932 (9 anos e 9 meses)             | nenhum  | nenhum                                                             | Intendente eleito por eleição direta                                                                   | [ 8 ]        |
| 4  | Arlindo Franklin Barbosa            | 16 de agosto de 1932 até 29 de dezembro de 1935 (3 anos, 4 meses e 13 dias)    | nenhum  | nenhum                                                             | | [ 8 ]        |
| 5  | Augusto Pasquali                    | 29 de dezembro de 1935 até 14 de novembro de 1937 (1 ano, 10 meses e 16 dias)  | AIB     | Nelson Ricardo Aragão                                              | | [ 8 ]        |
| 6  | Sabino Mena Barreto                 | 14 de novembro de 1937 até 17 de abril de 1940 (2 anos, 5 meses e 3 dias)      | nenhum  | nenhum                                                             | Prefeito nomeado                                                                                       | [ 6 ]        |
| 7  | João Almeida Dentice                | 17 de abril de 1940 até 17 de novembro de 1945 (5 anos e 7 meses)              | nenhum  | nenhum                                                             | Prefeito nomeado                                                                                       | [ 6 ]        |
| 8  | João Pinheiro Ribeiro               | 17 de novembro de 1945 até 17 de dezembro de 1945 (1 mês)                      | nenhum  | nenhum                                                             | Prefeito nomeado                                                                                       | [ 6 ]        |
| 9  | Fernando Fernandes Chagas           | 17 de dezembro de 1945 até 21 de agosto de 1946 (8 meses e 4 dias)             | PSD     | nenhum                                                             | Prefeito nomeado                                                                                       | [ 8 ]        |
| 10 | Orestes João Tregnago               | 21 de agosto de 1946 até 21 de junho de 1947 (10 meses)                        | PSD     | nenhum                                                             | Prefeito nomeado                                                                                       | [ 8 ]        |
| 11 | Antônio Galileu Continho            | 21 de junho de 1947 até 5 de dezembro de 1947 (5 meses e 14 dias)              | PSD     | nenhum                                                             | Prefeito nomeado                                                                                       | [ 9 ]        |
| 12 | Milton Rosa                         | 7 de dezembro de 1947 até 2 de janeiro de 1952 (4 anos e 26 dias)              | PTB     | Antonio Nelson Freitas                                             | | [ 10 ]       |
| 13 | Arthur Ziegler                      | 2 de janeiro de 1952 até 27 de dezembro de 1954 (2 anos, 11 meses e 25 dias)   | PSD     | Luiz Matheus Todeschini                                            | | [ 9 ]        |
| –  | Luiz Matheus Todeschini             | 27 de dezembro de 1954 até 4 de maio de 1955 (4 meses e 7 dias)                | PSD     | nenhum                                                             | Vice-prefeito assumiu interinamente após licença de saúde do prefeito                                  | [ 9 ]        |
| 13 | Arthur Ziegler                      | 4 de maio de 1955 até 2 de janeiro de 1956 (7 meses e 29 dias)                 | PSD     | Luiz Matheus Todeschini                                            | | [ 9 ]        |
| 14 | José Mário Mônaco                   | 2 de janeiro de 1956 até 2 de janeiro de 1960 (4 anos)                         | PSD     | Enrico Igor Novaes                                                 | | [ 6 ]        |
| 15 | Achiles Mincarone                   | 2 de janeiro de 1960 até 7 de fevereiro de 1963 (3 anos, 1 mês e 5 dias)       | PTB     | Aristides Bertuol                                                  | | [ 6 ]        |
| 16 | Aristides Bertuol                   | 7 de fevereiro de 1963 até 31 de janeiro de 1964 (11 meses e 24 dias)          | PTB     | Osvaldo Hugo Aparício                                              | | [ 11 ]       |
| 17 | Milton Rosa                         | 1º de fevereiro de 1964 até 5 de novembro de 1965 (1 ano, 9 meses e 4 dias)    | PTB MDB | Ervalino Plácido Bozzetto                                          | | [ 10 ]       |
| –  | Ervalino Plácido Bozzetto           | 6 de novembro de 1965 até 5 de setembro de 1966 (9 meses e 30 dias)            | PTB MDB | nenhum                                                             | Vice-prefeito assumiu interinamente após licença de saúde do prefeito                                  | [ 10 ]       |
| 17 | Milton Rosa                         | 6 de setembro de 1966 até 31 de janeiro de 1969 (2 anos, 4 meses e 25 dias)    | PTB MDB | Ervalino Plácido Bozzetto                                          | | [ 10 ]       |
| 18 | Sady Fialho Fagundes                | 31 de janeiro de 1969 até 28 de fevereiro de 1973 (4 anos e 28 dias)           | MDB     | Aristides Bertuol                                                  | | [ 9 ]        |
| 19 | Darcy Pozza                         | 28 de fevereiro de 1973 até 31 de janeiro de 1977 (3 anos, 11 meses e 3 dias)  | ARENA   | Jairo Celso Filippon                                               | | [ 12 ]       |
| 20 | Fortunato Janir Rizzardo            | 31 de janeiro de 1977 até 31 de janeiro de 1983 (6 anos)                       | ARENA   | José Zortéa                                                        | | [ 13 ]       |
| 21 | Ormuz Freitas Rivaldo               | 31 de janeiro de 1983 até 24 de março de 1986 (3 anos, 1 mês e 21 dias)        | PMDB    | Aido José Bertuol                                                  | Renunciou para assumir a presidência nacional da Empresa Brasileira de Pesquisa Agropecuária (EMBRAPA) | [ 9 ] [ 14 ] |
| 22 | Aido José Bertuol                   | 25 de março de 1986 até 31 de dezembro de 1988 (2 anos, 9 meses e 6 dias)      | PMDB    | nenhum                                                             | Vice-prefeito eleito, assumiu após renúncia do prefeito                                                | [ 15 ]       |
| 23 | Fortunato Janir Rizzardo            | 1º de janeiro de 1989 até 31 de dezembro de 1992 (4 anos)                      | PDT     | Rubens Lahude                                                      | | [ 13 ]       |
| 24 | Aido José Bertuol                   | 1º de janeiro de 1993 até 31 de dezembro de 1996 (4 anos)                      | PMDB    | Olmes Pértile                                                      | | [ 15 ]       |
| 25 | Darcy Pozza                         | 1º de janeiro de 1997 até 31 de dezembro de 2004 (8 anos)                      | PPB     | Jauri da Silveira Peixoto                                          | | [ 12 ]       |
| 26 | Alcindo Gabrielli                   | 1º de janeiro de 2005 até 31 de dezembro de 2008 (4 anos)                      | PMDB    | Jauri da Silveira Peixoto                                          | | [ 16 ]       |
| 27 | Roberto Lunelli                     | 1º de janeiro de 2009 até 31 de dezembro de 2012 (4 anos)                      | PT      | Gentil Santalúcia                                                  | | [ 17 ]       |
| 28 | Guilherme Pasin                     | 1º de janeiro de 2013 até 31 de dezembro de 2020 (8 anos)                      | PP      | Mário Gabardo (1º de janeiro de 2013 – 23 de junho de 2016)        | | [ 18 ]       |
| 28 | Guilherme Pasin                     | 1º de janeiro de 2013 até 31 de dezembro de 2020 (8 anos)                      | PP      | Aido José Bertuol (1º de janeiro de 2017 – 31 de dezembro de 2020) | | [ 18 ]       |
| 29 | Diogo Siqueira                      | 1º de janeiro de 2021 até a atualidade (4 anos e 75 dias)                      | PSDB    | Amarildo Lucatelli                                                 | | [ 3 ]        |